# Lophius
Lophius este un grup de specii de pește din familia peștilor pescari, foarte apreciat în gastronomie. Speciile din acest grup au 26-31 vertebre, informație folosită pentru a face diferența cu alte subgroupuri ale familiei peștilor pescari care au doar 18-19 vertebre. Membrii genului Lophius sunt cunoscuți sub numele de peștele calugăr, peștele gâscă, peștele broască sau draci de mare.

## Caracteristici
Specia este caracterizată prin capul enorm, lat și aplatizat, în comparație corpul aparând ca un apendic. Gura se întinde pe toată circumferința anterioara a capului, ambele fălci fiind echipate cu dinți lungi conici, înclinați înspre interior. Aripile ventrale și pectorale sunt articulate, având rol de picioare, cu ajutorul lor peștele se poate deplasa pe fundul mării, unde în general se ascunde în nisip sau între alge. În jurul capului pielea imită în textura smocuri de alge. Aceste structuri combinate cu abilitatea de a-și schimba culoarea pielii în funcție de mediu, fac din peștele pescar un predator excelent camuflat.
Speciile de Lophius au 3 filamente lungi care ies din mijlocul capului, de fapt 3 spini modificați ai aripii dorsale anterioare. Denumirea de pește pescar provine de la primul filament, cel mai lung, care se termina într-o masă iregulara de carne care poate fi orientată în orice direcție, prezent  la toate speciile de pește pescar. Acest spin modificat este folosit pentru a atrage alte pești, pe care peștele îi înghite întregi. Experimente au arătat că acțiunea fălcilor este un act automatic și reflex declanșat la atingerea spinului momeală. Toate speciile din acest grup prezintă un stomac enorm și extensibil, care le permite înghițirea de prăzi comparabile în dimeniuni. Peștele pescar poate crește peste 150 cm în lungime, iar specimene peste 1 metru sunt comune.

## Reproducere
Peștele pescar prezintă un puternic dimorfism sexual, masculul fiind de 10 ori mai mic decât femela. Icrele acestui gen sunt grupate într-o foaie de material transparent gelatinos cu dimensiuni de 60-100 cm lățime și între 8-10 metri lungime. Ouăle se afla într-un singur strat, fiecare cu propria cavitate. Icrele plutesc libere în mare. Larvele înoată liber și au aripioare pelvice cu filamente alungite.

## Areal
În Atlanticul Estic speciile se găsesc de-a lungul coastelor europene, dar mai sus de 60° N latitudine devin rare. Pe coasta americana a Atlanticului se gasește specia americana Lophius americanus. O specie există în Marea Mediterană, alta la Capul Horn, precum și pe coastele Chinei și ale Japoniei.

## Specie în pericol
În 2010 Greenpeace International a adăugat specia Lophius piscatorius pe lista sa pești cu risc mare de a deveni ne-sustenabil  . Metoda obișnuită de prindere este prin dragare pe fundul mării și este considerată dăunătoare pentru habitat. În februarie 2007 un lanț de magazine britanic a decis să blocheze vânzarea de pește pescar .

## Subspecii
- Lophius americanus - Peștele pescar specia americană
- Lophius budegassa - Peștele pescar negru sau roz, specia mediteraneeană
- Lophius gastrophysus
- Lophius litulon
- Lophius piscatorius - Peștele pescar comun sau alb
- Lophius vaillanti - Peștele pescar african
- Lophius vomerinus - Peștele pescar drac, roșu sau negru
- Lophius upsicephalus - o specie prezentă în Africa de Sud
- Lophius setigerus - în China și Japonia.